# (6635) Zuber
(6635) Zuber es un asteroide que forma parte del cinturón interior de asteroides, descubierto el 10 de enero de 1986 por Carolyn Shoemaker y por su esposo que también era astrónomo Eugene Shoemaker desde el Observatorio del Monte Palomar, Estados Unidos.

## Designación y nombre
Designado provisionalmente como 1987 SH3. Fue nombrado en honor a Maria Zuber, geofísica estadounidense, cuyos intereses de investigación la han llevado al modelado teórico de procesos geofísicos y las relaciones entre la gravedad, la topografía y las características tectónicas en las litosferas planetarias. Ha contribuido a diversas misiones espaciales, como Mars Observer, la misión Clementine, Mars Global Surveyor y la misión Near Earth Asteroid Rendezvous.

## Características orbitales
Zuber está situado a una distancia media del Sol de 1,890 ua, pudiendo alejarse hasta 2,098 ua y acercarse hasta 1,682 ua. Su excentricidad es 0,110 y la inclinación orbital 24,239 grados. Emplea 948,92 días en completar una órbita alrededor del Sol.
Pertenece a la familia de asteroides de (434) Hungaria.

## Características físicas
La magnitud absoluta de Zuber es 14,32. Tiene 3,892 km de diámetro y su albedo se estima en 0,321.